# Israelische Bodenoffensive im Südlibanon 2024

Karte Südlibanons und Nordisraels. In Gelb libanesische Gebiete mit einer überwiegend schiitischen Bevölkerung und unter Kontrolle der Hisbollah; die obere gestrichelte Linie zeigt den aktuellen Grenzverlauf zwischen Libanon und Israel vor der israelischen Invasion im Oktober 2024 an, darunter evakuierte israelische Gebiete (bis zur unteren gestrichelten Linie)

Die israelische Bodenoffensive im Südlibanon 2024 begann in der Nacht des 30. September auf den 1. Oktober, als Spezialkräfte und reguläre Bodentruppen der israelischen Streitkräfte (IDF) mit Panzer-, Artillerie- und Luftunterstützung der Israelischen Marine- und Luftstreitkräfte über die Blaue Linie in den Südlibanon eindrangen und Ziele der von der Islamischen Republik Iran unterstützten Terrororganisation Hisbollah attackierten. Es ist der bereits vierte Einmarsch israelischer Truppen in den Südlibanon nach 1978, 1982 und 2006.
Erklärtes Ziel der vom IDF-Generalstab als „Northern Arrows“ bezeichneten Operation war das Zurückdrängen der Hisbollah von der Nordgrenze Israels entsprechend der Resolution 1701 des UN-Sicherheitsrates. Sie wurde nach dem letzten Libanonkrieg 2006 vom UN-Sicherheitsrat verabschiedet, um eine Entmilitarisierung südlich des Litani-Flusses sicherzustellen, der sich rund 30 Kilometer nördlich der libanesisch-israelischen Grenze befindet. Dabei erhielt die United Nations Interim Force in Lebanon (UNIFIL) den Auftrag, die Streitkräfte des Libanons zu ermächtigen, die vollständige Kontrolle über diese rund 1.000 Quadratkilometer große Grenzregion zu Israel zu übernehmen, was allerdings zu keinem Zeitpunkt umgesetzt wurde. Die entgegen der Resolution im Süden des Libanon operierende Hisbollah und verbündete Terrorgruppen hatten zuvor seit 8. Oktober 2023 zur Unterstützung der Hamas im Gazastreifen nahezu täglich den Norden Israels vorwiegend mit Raketen und Drohnen unter Beschuss genommen, weshalb im Laufe der Monate über 60.000 Israelis aus den nördlichen Grenzregionen evakuiert wurden, deren ausbleibende Rückführung zu heftiger Kritik an der israelischen Regierung führte. Nach israelischen Angaben soll die Hisbollah zudem eine Invasion des nördlichen Territoriums des Staates Israel geplant haben.
Die internationale Staatengemeinschaft, darunter die Europäische Union und die USA, forderten einen Waffenstillstand und eine diplomatische Lösung des Konflikts. Im Zuge der Kampfhandlungen drangen israelische Truppen in mehrere südlibanesische Dörfer bis zu 10 Kilometer von der israelischen Grenze entfernt vor und erreichten im Osten des Libanon den Fluss Litani, wobei die IDF in den erreichten Gebieten die militärische Infrastruktur und Ausrüstung der Hisbollah zerstörten oder erbeuteten. Begleitet wurde der Vormarsch von schweren israelischen Luftangriffen auf Ziele im gesamten Libanon, darunter im Süden und dem Zentrum der Hauptstadt Beirut, wobei auch die zivile Infrastruktur getroffen und hunderte Opfer unter der Zivilbevölkerung zu beklagen waren. Darüber hinaus kam es zu einzelnen, von Israel und der Hisbollah als Versehen bekundeten Angriffen auf libanesische Truppen und Einrichtungen der UNIFIL. Ein aus Gründen der Sicherheit durch Israels Ministerpräsident Netanjahu geforderter Rückzug der UNIFIL wurde abgelehnt. Das Hohe Kommissariat der Vereinten Nationen für Menschenrechte und Amnesty International bezeichneten den unterschiedslosen Beschuss Israels mit Raketen und Drohnen durch die Hisbollah, sowie die israelischen Luftangriffe in dicht besiedelten Gebieten und auf zivile Objekte im Libanon mit keinen oder unrealistischen Evakuierungsaufrufen als Verstöße gegen das Humanitäre Völkerrecht und mögliche Kriegsverbrechen.
Am 27. November 2024 um 4 Uhr Ortszeit trat ein von den USA und Frankreich vermitteltes Waffenstillstandsabkommen zwischen Israel und dem Libanon in Kraft und beendete die seit fast 14 Monaten anhaltenden Kämpfe zwischen Israel und der Hisbollah. Dem Abkommen nach wurde den israelischen Truppen 60 Tage für den Rückzug aus dem Libanon eingeräumt. Nachdem diese Frist verstrichen war, verweigerte Israel den vollständigen Rückzug mit der Begründung, dass die Bedingungen des Waffenstillstandes vom libanesischen Staat bisher nicht vollständig durchgesetzt worden seien. Selbst nach dem Ablauf einer Verlängerungsfrist bis zum 18. Februar 2025 verblieben israelische Truppen an fünf als strategisch bezeichneten Stützpunkten im Libanon entlang der gemeinsamen Grenze. Bis zum 6. August 2025 wurden nach israelischen Armeeangaben seit Inkrafttreten des Waffenstillstandes über 230 Hisbollah-Mitglieder im Libanon bei israelischen Militäroperationen getötet. Am 7. August 2025 wurde ein Vorschlag der Vereinigten Staaten im libanesischen Kabinett diskutiert, der unter anderem die vollständige Entwaffnung der Hisbollah bis Jahresende, sowie eine bis dahin garantierte Einstellung sämtlicher israelischer Militäroperationen im Libanon vorsieht. In einer späteren Phase des Vorschlages ist der vollständige Abzug der israelischen Truppen aus dem Südlibanon und die Durchführung einer Wirtschaftskonferenz zur Organisation des Wiederaufbaus des Landes geplant.

## Hintergrund
Am 7. Oktober 2023 begann der Terrorangriff der Hamas auf Israel, wobei nach einem massiven Raketenbeschuss rund 3000 Terroristen aus dem Gazastreifen nach Südisrael eindrangen, ein Massaker an der Zivilbevölkerung verübten und Geiseln nahmen. Während israelische Streitkräfte mit der Verteidigung und Rückeroberung des grenznahen Staatsgebietes beschäftigt waren, beschoss die Hisbollah vom Libanon aus am frühen Vormittag des 8. Oktober das Gebiet der von Israel besetzten Schebaa-Farmen. Die Organisation gab an, drei israelische Militärstandorte im Norden Israels aus Solidarität mit dem palästinensischen Widerstand angegriffen zu haben. Die israelische Armee antwortete mit Artilleriebeschuss und einem Drohnenangriff auf Ziele im Südlibanon. Die im Südlibanon stationierte UN-Friedenstruppe UNIFIL bestätigte den gegenseitigen Beschuss, bei dem es nach offiziellen Angaben zu keinen Opfern gekommen war, und rief beide Seiten zur Deeskalation auf.
In den folgenden Monaten wurde der Norden Israels nahezu täglich von der Hisbollah und verbündeten Gruppen vom Südlibanon aus beschossen, vorwiegend mit Raketen und Drohnen. Vereinzelt kam es zu Infiltrationen des israelischen Staatsgebietes durch Terroristen. Israel antwortete mit Artilleriebeschuss und Luftangriffen auf die Abschusspositionen und weitere Infrastruktur der Hisbollah im Südlibanon, bei der auch zivile Objekte in Mitleidenschaft gezogen wurden. Wegen der Angriffe und Kämpfe mussten in Israel mehr als 60.000 Bewohner aus Grenzgemeinden nahe dem Libanon evakuiert werden, darunter die Stadt Kirjat Schmona. Durch die monatelange Dauer der Evakuierung kam es in der israelischen Öffentlichkeit zu Kritik an Israels Regierung, dass diese sich zu sehr auf den Gazastreifen konzentriere und nicht genug gegen die Hisbollah im Norden unternehme. Bis Ende September 2024 wurden durch den Beschuss aus dem Norden auf Seiten Israels 26 Zivilisten und 22 Soldaten getötet.

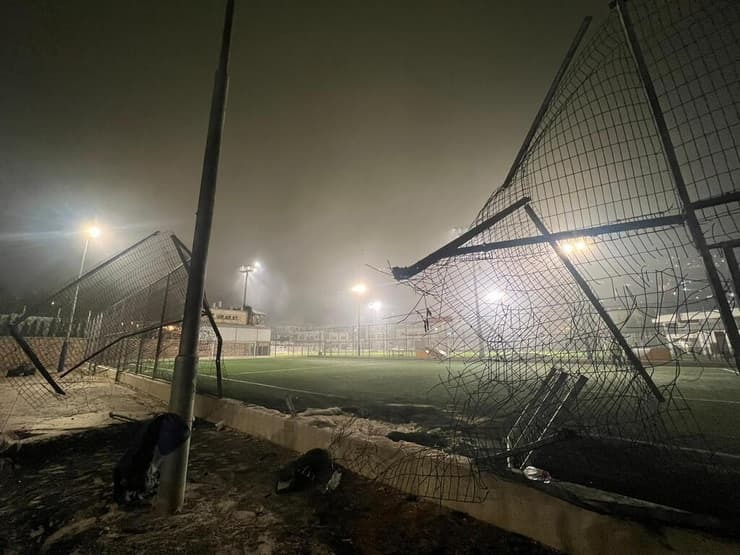
Raketeneinschlag in Madschdal Schams 2024

Besondere mediale Aufmerksamkeit erlangte dabei am 27. Juli 2024 der Raketeneinschlag in Madschdal Schams, bei dem 12 drusische Kinder und Jugendliche getötet wurden. Die Hisbollah gab Ende August 2024 bekannt, dass durch israelischen Beschuss 433 ihrer Kämpfer, 76 Kämpfer verbündeter Gruppen, ein libanesischer Soldat und Dutzende Zivilisten getötet worden seien. Von Januar bis einschließlich August 2024 wurden nach Angaben des israelischen Inlandsgeheimdienstes Schin Bet 6611 Raketen auf den Norden Israels abgefeuert, das sind im Schnitt etwas mehr als 40 Raketen pro Tag.
Am 25. August 2024 führte die israelische Luftwaffe mit 100 Kampfflugzeugen einen Präventivschlag gegen hunderte Raketenwerfer der Hisbollah im Südlibanon durch, die vermutlich als Vergeltung für die am 30. Juli erfolgte Tötung des hochrangigen Hisbollah-Kommandeurs Fuad Schukr auf Nord- und Zentralisrael abgefeuert werden sollten. Nach unterschiedlichen Angaben konnte die Hisbollah dennoch zwischen 230 und 320 Raketen sowie Drohnen starten, die von der israelischen Luftabwehr größtenteils abgefangen wurden oder in unbewohntem Gelände einschlugen. Noch am selben Tag verkündete der israelische Generalstabschef, Herzi Halewi, dass Israel entschlossen sei, die Sicherheitslage im Norden zu ändern. Verteidigungsminister Joaw Galant gab an, Israel stehe an einem strategischen Scheideweg und nutze Verhandlungen, um eine Einigung mit der Hisbollah zu erzielen. Er betonte jedoch, dass Israel jederzeit zu einem Krieg im Norden bereit sei. Am 28. August 2024 erklärte Israels Ministerpräsident, Benjamin Netanjahu, die Rückkehr der aus dem Norden vertriebenen Israelis zum „nationalen Ziel“. Laut Veröffentlichungen des israelischen Inlandsgeheimdienstes vom 5. September 2024 waren zu diesem Zeitpunkt noch 68.000 Israelis aus 43 Siedlungen evakuiert. Einen Tag später besuchte Generalstabschef Halewi die Golanhöhen und teilte mit, dass das Militär Angriffsaktionen gegen die Terrorgruppe im Libanon vorbereite. Laut Angaben des Militärs hätten israelische Soldaten bereits Übungen durchgeführt, bei denen Kämpfe im Libanon simuliert worden seien. Die israelischen Operationspläne für den Libanon wurden am 8. September dem Chef des United States Central Command, Michael Kurilla, vorgelegt.
Am 9. September verkündete Nissim Vaturi, Mitglied des Außen- und Verteidigungsausschusses der Knesset, dass ein offener Krieg zwischen Israel und dem Libanon eine Frage von Tagen sei. Nach einem Präventivschlag, der vier bis fünf Tage dauere, werde eine Bodenoffensive folgen. Nachdem die israelische Armee in der Militäroperation „Eiserne Schwerter“ den Gazastreifen größtenteils besetzt und die Hamas für militärisch besiegt erklärt hatte, verkündete Verteidigungsminister Galant am 10. September eine Verlagerung des Schwerpunkts der militärischen Aktivitäten in den Norden. Am 16. September gaben Verteidigungsministerium und Militär bekannt, die Ausstattung der zivilen Bereitschaftseinheiten (Kittot Konenut) in 97 Gemeinden nahe der Nordgrenze mit 9.000 Sturmgewehren des Typs IWI ARAD im Wert von umgerechnet rund 13 Millionen US-Dollar abgeschlossen zu haben.

## Ereignisse vor der Offensive
Am 17. und 18. September 2024 kam es zu Explosionen von Pagern und Walkie-Talkies der Hisbollah, wobei mehrere tausend Funkmeldeempfänger (Pager) und andere elektronische Geräte der Hisbollah im Libanon und in Syrien zur Explosion gebracht wurden. Dabei seien nach libanesischen Angaben insgesamt mindestens 37 Menschen getötet und rund 3000 weitere verletzt worden, darunter der iranische Botschafter im Libanon, Mojtaba Amani. Der libanesische Informationsminister Ziad Makary und der Hisbollah-Führer Hassan Nasrallah machten Israel für die Explosionen verantwortlich, der Bildungsminister Abbas Halabi verkündete die Schließung aller öffentlichen sowie privaten Schulen und Universitäten im Land. Bei den explodierten Kommunikationsgeräten soll es sich um neue Modelle gehandelt haben, die von der Terrorgruppe in den letzten Monaten aus dem Ausland eingeführt wurden. Das libanesische Gesundheitsministerium forderte die Öffentlichkeit auf, Abstand von drahtlosen Kommunikationsgeräten zu halten. Kurz vor den Explosionen hatte das israelische Sicherheitskabinett seine offiziellen Ziele für den anhaltenden Krieg gegen die Hamas um die sichere Rückkehr der Bewohner des Nordens in ihre Häuser erweitert. Bei einem Besuch des IDF-Nordkommandos warnte Generalstabschef Halewi, dass Israel noch über viele Fähigkeiten verfüge, die im Kampf gegen die Hisbollah bisher nicht eingesetzt worden seien.
Ab dem Nachmittag des 19. September flog die israelische Luftwaffe mehrere Wellen von Angriffen im Südlibanon, wobei libanesische Sicherheitsquellen von den bis dahin heftigsten Luftangriffen seit Beginn der Auseinandersetzungen im Oktober 2023 berichteten. Hisbollah reagierte mit einem verstärkten, auf Haifa, die Jesreel-Ebene und Tel Aviv erweiterten Raketenbeschuss auf den Norden und das Zentrum Israels, wobei täglich bis zu 170 Raketen und Drohnen eingesetzt wurden, erstmals auch Langstreckenraketen. Diese Angriffe wurden größtenteils vom Luftverteidigungssystem Iron Dome abgewehrt oder landeten in offenem Gelände. Es kam lediglich zu geringen Schäden infolge vereinzelter Einschläge oder herabfallender Trümmer abgefangener Raketen. Die israelische Luftwaffe nahm gezielt das Raketenarsenal, Abschusspositionen und die Infrastruktur der Hisbollah, sowie hochrangige Kommandeure der Terrororganisation in Beiruter Vororten ins Visier, wobei alleine am 23. September 1600 Angriffe geflogen wurden. Später wurde als oberste Priorität die Verhinderung sämtlicher Waffenlieferungen aus Iran an die Hisbollah verkündet.
Am 20. September waren bei einem israelischen Luftangriff im Beiruter Vorort Dahieh 16 hochrangige Hisbollah-Mitglieder getötet worden, darunter der Leiter der militärischen Operationen, Ibrahim Aqil und nahezu die gesamte Führungsebene der Eliteeinheit ar-Radwan. Laut israelischen Armeeangaben sollen die Kommandeure eine Invasion des nördlichen Territoriums des Staates Israel, ähnlich des Terrorangriffs der Hamas von 2023, geplant haben.
Am 23., 25. und 26. September wurden mit Mahmoud al-Nader der Feldkommandeur der Qassam-Brigaden im Libanon, mit Ibrahim Qubaisi der Kommandeur der Raketen- und Flugkörperabteilung der Hisbollah, sowie mit Muhammad Srur der Leiter der Drohnenproduktion der Hisbollah bei israelischen Luftangriffen getötet. Noch am 25. September gab die Hisbollah bekannt, dass inzwischen mindestens 510 ihrer Mitglieder bei israelischen Angriffen getötet wurden.
Am Abend des 27. September bombardierte die israelische Luftwaffe das unterirdische Hauptquartier der Hisbollah in Dahieh und tötete dabei mehr als 20 Hisbollah-Mitglieder, darunter den Generalsekretär Hassan Nasrallah, den Leiter der Südfront Ali Karaki und den stellvertretenden Operationschef der iranischen Revolutionsgarden Abbas Nilforoushan. Einen Tag nach dem Angriff auf die Hisbollah-Führung wurde auch Nabil Qaouk, Mitglied des Hisbollah-Zentralrats, bei einem Luftangriff in Beirut getötet. Die IDF gaben am selben Tag bekannt, ihre Angriffe auf hochrangige Funktionäre der Organisation, ihre Einsatzfähigkeiten und Waffenlieferungen fortzusetzen und eine Militärblockade über den Libanon verhängt zu haben, um den Waffenschmuggel aus Iran sowohl über die Grenzübergänge als auch über den internationalen Flughafen Beirut zu verhindern. Laut UNHCR seien inzwischen 50.000 Menschen aus dem Libanon nach Syrien geflohen, 200.000 weitere seien Binnenvertriebene im Land selbst. Nach Angaben des libanesischen Gesundheitsministeriums und der Vereinten Nationen wurden bei israelischen Angriffen auf den Süden des Libanon und die Bekaa-Ebene zwischen 7. Oktober 2023 und 10. September 2024 mindestens 137 Zivilisten getötet.
Das Wall Street Journal berichtete am 30. September, dass israelische Spezialeinheiten in den letzten Monaten kleinere Angriffe im Südlibanon, darunter in den Tunnelanlagen entlang der Grenze, durchgeführt hätten. Israel bestätigte einen Tag später, dass es seit Beginn der Auseinandersetzungen bereits über 70 kleinere Angriffe mit Spezialeinheiten durchgeführt habe, wobei zahlreiche Stellungen und Tunnel der Hisbollah, sowie Tausende von Waffen zerstört wurden, welche die Terrorgruppe möglicherweise für eine Invasion Israels hätte verwenden können. Nach Einschätzungen der israelischen Streitkräfte warteten in den Tagen nach dem Hamas-Angriff vom 7. Oktober etwa 2900 Terroristen in Dörfern des Südlibanon darauf, Israel anzugreifen. Ein US-Beamter erklärte zudem gegenüber der Nachrichtenagentur Reuters, die USA hätten Positionen israelischer Truppen beobachtet, die auf einen bevorstehenden Bodenangriff auf den Libanon schließen ließen.
Das israelische Militär teilte am 30. September in einer Erklärung mit, dass es sich auf die nächsten Schritte in den Kampfhandlungen vorbereite. Der Befehlshaber des IDF-Nordkommandos, Generalmajor Ori Gordin, habe taktische Schlachtpläne mit den Kommandeuren der 98., 36. und 91. Division genehmigt, während die 188. Panzerbrigade in den letzten Tagen Übungen nahe der libanesischen Grenze durchführte. Der Sprecher des US-Außenministeriums Matthew Miller verkündete, dass Israel die USA über eine Reihe begrenzter Bodenoperationen im Libanon informiert habe. Noch am Abend desselben Tages wurde von den IDF eine militärische Sperrzone um die nördlichen Grenzgemeinden Metulla, Misgav Am und Kfar Giladi eingerichtet. Libanesische Sicherheitsquellen teilten unterdessen mit, dass sich die Streitkräfte des Libanon vor dem Hintergrund eines unmittelbar bevorstehenden israelischen Bodenangriffs aus ihren Stellungen entlang der Südgrenze zu Israel bis auf mindestens fünf Kilometer nördlich der Grenze zurückgezogen hätten.

## Bodenoffensive

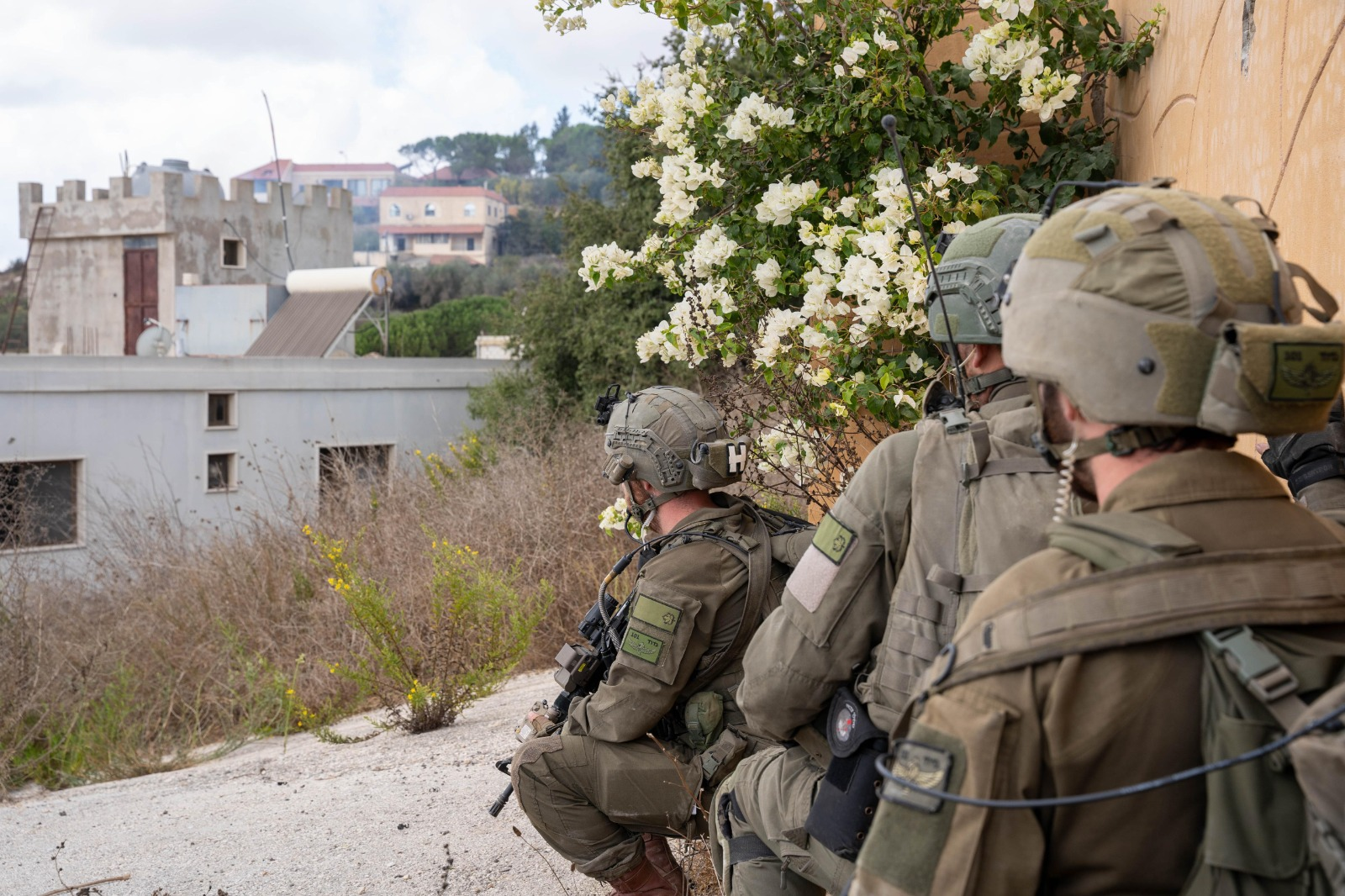
Israelische Soldaten in einem Dorf im Südlibanon

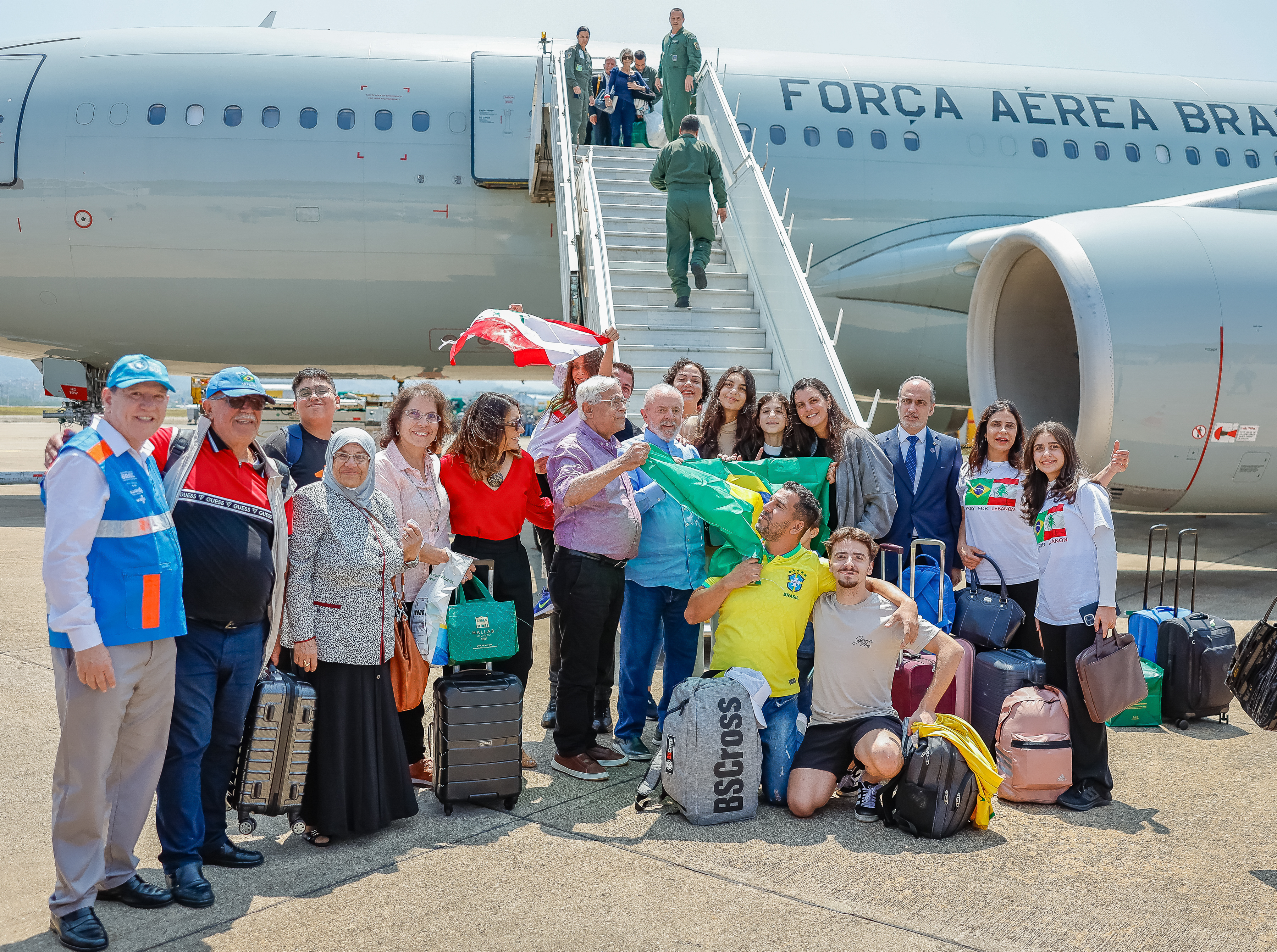
Brasiliens Präsident Lula begrüßt repatriierte brasilianische Staatsangehörige aus dem Libanon, 6. Oktober 2024. Brasilien ist das Land mit den meisten libanesischen Nachkommen und Expatriates weltweit. Der Libanon hat 5,5 Millionen Einwohner. In Brasilien leben etwa 10 Millionen Menschen libanesischer Herkunft (ca. 4 % der Bevölkerung)

Noch in der Nacht des 30. September 2024 berichteten libanesische Medien von schwerem israelischen Artilleriebeschuss auf das Grenzdorf Wazzani bei Ghadschar, während die Hisbollah erklärte, israelische Truppenbewegungen gegenüber libanesischen Grenzstädten angegriffen zu haben. Nach Angaben des libanesischen Gesundheitsministeriums waren im Laufe der vergangen 24 Stunden bei israelischen Angriffen im ganzen Land 95 Menschen getötet und 172 verletzt worden. Noch über Nacht gaben die IDF bekannt, dass Fallschirmjäger und Kommandoeinheiten der 98. Division, unterstützt von der 7. Panzerbrigade, begrenzte und gezielte Bodenangriffe gegen die Hisbollah im Südlibanon gestartet hätten. Die Angriffe, welche von Luftstreitkräften und Artillerie begleitet wurden, richteten sich gegen libanesische Dörfer in Grenznähe, die von der Hisbollah genutzt werden, um eine unmittelbare Bedrohung für israelische Gemeinden im Norden Israels darzustellen. Die Operation sei von der politischen Ebene gebilligt worden und basiere auf Plänen, die der Generalstab und das Nordkommando monatelang ausgearbeitet hätten. Am Morgen des 1. Oktober rief das israelische Militär die libanesische Zivilbevölkerung dazu auf, in den Gebieten südlich des Flusses Litani den Fahrzeugverkehr einzustellen und ordnete im Laufe der Offensive die Evakuierung der Menschen zahlreicher Gemeinden und Städte bis nördlich des Litani-Flusses an, rund 60 km von der Grenze entfernt. Dazu zählte auch die Provinzhauptstadt Nabatäa.
Der libanesische Premierminister Nadschib Miqati verkündete unterdessen, dass die libanesische Regierung bereit sei, die Resolution 1701 des UN-Sicherheitsrates vollständig umzusetzen, die vorschreibt, die bewaffnete Präsenz der Hisbollah südlich des Litani-Flusses zu beenden. Die UN-Friedenstruppe UNIFIL erklärten, sie seien von den israelischen Streitkräften über die begrenzten Bodenoperationen im Libanon informiert worden und würden trotz der Entwicklungen in ihren Positionen verbleiben. Der IDF-Sprecher Daniel Hagari erklärte, dass die IDF-Truppen weder Beirut noch andere größere Städte im Libanon betreten werden und dass sich die Bodenoperation im nördlichen Nachbarland auf die Gegend um die Grenzdörfer konzentriere und so kurz wie möglich sein werde. Im Laufe des Tages wurde die militärische Sperrzone auf die Gebiete um Dovev, Tziv’on und Malkia ausgeweitet, während Iran rund 180 ballistische Raketen auf Zentral- und Südisrael abfeuerte, wobei sich die USA und auch Jordanien an der Abwehr der Flugkörper beteiligten. Nach Armeeangaben kam es nur zu vereinzelten Einschlägen, wobei ein Mensch getötet und zwei weitere verletzt wurden. Irans Präsident Massud Peseschkian rechtfertigte den Raketenangriff auf Israel als entschiedene Antwort auf die israelische „Aggression“. Das libanesische Gesundheitsministerium verkündete, dass am 1. Oktober im Libanon 55 Menschen getötet und 156 verletzt worden seien.
Am Morgen des 2. Oktober verkündete die Hisbollah, mit israelischen Infanterietruppen in den südlibanesischen Dörfern Odaisseh und Marun ar-Ras aneinandergeraten zu sein und drei verschiedene Punkte jenseits der Grenze mit Raketen und Artillerie angegriffen zu haben. Die IDF bestätigten Nahkämpfe mit Hisbollah-Mitgliedern und die Durchführung von Luftangriffen auf mehr als 150 Standorte, während sich die 36. Division der bereits im Libanon befindlichen 98. Division anschloss. Am Nachmittag berichtete die Hisbollah auch von Kämpfen im Gebiet Yaroun. Im Zuge der Kampfhandlungen wurden nach israelischen Angaben neun IDF-Soldaten getötet, darunter fünf Soldaten der Egoz-Kommandoeinheit. Zudem schoss die Hisbollah mehr als 240 Raketen auf den Norden Israels. Die IDF gaben bekannt, im Laufe des 2. Oktober etwa 60 Hisbollah-Mitglieder getötet zu haben. Ministerpräsident Miqati erklärte, dass der Libanon einen Waffenstillstand brauche und dass inzwischen rund 1,2 Millionen Menschen durch die israelischen Angriffe vertrieben worden seien. Im Laufe des Tages wurden nach Angaben des libanesischen Gesundheitsministeriums bei israelischen Angriffen 46 Menschen getötet und 85 verletzt.
Am 3. Oktober wurden bei einem israelischen Angriff nahe Taybeh ein libanesischer Soldat getötet und vier weitere verwundet, wobei die libanesische Armee erstmals seit Beginn des Konflikts das Feuer auf israelische Streitkräfte eröffnete. Im Laufe des Tages wurden zudem von der Hisbollah fast 200 Raketen und Drohnen auf den Norden Israels abgefeuert. Das libanesische Gesundheitsministerium verkündete den Tod von 37 Menschen sowie 151 Verletzte infolge israelischer Angriffe an diesem Tag. In Syrien erfolgte ein israelischer Angriff auf eine vermeintliche iranische Waffenlieferung für die Hisbollah in der Nähe des russischen Militärflugplatzes Hmeimim, nördlich des Internationalen Flughafens Basil al-Assad von Latakia.
Es kam in der Nacht vom 3. zum 4. Oktober zu Luftschlägen in der Nähe des internationalen Flughafen Beirut, sowie in Dahieh, die schwere Explosionen verursachten und deren Ziel Haschem Safi al-Din gewesen sein soll. Es handelte sich um einen Cousin Nasrallahs, der nach dessen Tod dessen wahrscheinlichster Nachfolger gewesen wäre und zuvor den Exekutivrat der Organisation leitete. Der israelische Premierminister verkündete dessen Tod, wohingegen das Militär die Tötung nicht bestätigen konnte. Er soll sich in einem Bunker bei einem Treffen mit weiteren Kommandeuren (darunter dem Geheimdienstchef der Hisbollah) aufgehalten haben. Der Angriff soll weitaus heftiger gewesen sein, als jener, der Nasrallah zum Ziel gehabt hatte. Der Angriff soll von Kampfjets mit 73 Tonnen Bomben durchgeführt worden sein, israelische Medien nannten ein „Geheimdiensthauptquartier“ als Ziel. Am 22. September bestätigte Israel seine Tötung sowie die des Geheimdienstchefs Hussein Ali Hamsa. Der Angriff habe im Untergrund von Dahieh mehr als 25 Mitglieder der Geheimdienstabteilung getötet. Am 23. Oktober 2024 bestätigte die Gruppe ebenfalls dessen Tötung und versprach, den „Weg des Widerstands und Dschihads“ fortzusetzen. Der militärische Flügel der Hamas bezeichnete die Tötung als „kriminell“.
Am 4. Oktober gaben die IDF bekannt, dass in den vergangenen 24 Stunden bei israelischen Operationen im Südlibanon rund 100 Hisbollah-Aktivisten getötet wurden und dass Militärquellen zufolge die Armee Anzeichen von „Erschöpfung“ bei den Hisbollah-Kämpfern im Südlibanon festgestellt habe, welche die IDF auf die Tötung zahlreicher Kommandeure der Terrorgruppe zurückführen. Verteidigungsminister Galant teilte mit, dass die Raketendivision der Hisbollah einen schweren Schlag erlitten habe, sowie das Kommando- und Kontrollhauptquartier, die Kommunikation, die gesamte Führung der Eliteeinheit ar-Radwan und die vollständige zweite und dritte Kommandoebene unter Nasrallah eliminiert worden seien. Zudem sei ein rund 3,5 km langer Tunnel zwischen dem Libanon und Syrien durch einen Luftangriff zerstört worden, der den israelischen Streitkräften zufolge von der Hisbollah zum Schmuggel iranischer Waffen genutzt wurde. Der Leiter der Einheit 4400 der Hisbollah, deren Aufgabe es ist, Waffen aus Iran und von seinen Stellvertretern in den Libanon zu liefern, Muhammad Qassir, wurde nach IDF-Angaben bereits am 1. Oktober bei einem Luftschlag in Beirut getötet. Nach Angaben des Militärs wurden bei Operationen der israelischen Armee im Südlibanon bis dahin mehr als 250 Hisbollah-Mitglieder getötet, darunter fünf Brigadekommandeure, zehn Kompaniechefs, sechs Zugkommandeure und 21 Feldkommandeure. Die 98. und 36. Division der IDF seien in mehreren libanesischen Dörfern nahe der israelischen Grenze im Einsatz und es seien bislang mehr als 2000 Hisbollah-Standorte aus der Luft angegriffen worden. Nach Angaben der israelischen Streitkräfte wurden am 4. Oktober rund 180 Raketen aus dem Libanon auf den Norden Israels abgefeuert.
Am Morgen des 5. Oktober berichtete die Hisbollah von anhaltenden Zusammenstößen mit israelischen Streitkräften unter anderem bei Odaisseh und Yaroun, während Truppen der israelischen Kommandobrigade und der Eliteeinheit Jahalom die Zerstörung mehrerer Tunnelschächte der Hisbollah bekanntgaben, die nach Angaben des Militärs dazu genutzt wurden, sich der israelischen Grenze zu nähern. Laut Angaben des libanesischen Gesundheitsministeriums wurden bis am Abend mindestens 25 Menschen im Libanon getötet und 127 verletzt. Die IDF gaben bekannt, seit Beginn der Bodenoffensive mindestens 440 Hisbollah-Mitglieder getötet zu haben. Der Libanon teilte mit, dass der Beginn des Schuljahrs aufgrund der israelischen Angriffe auf den 4. November verschoben worden sei.
Am 6. Oktober wurde die militärische Sperrzone um die Gebiete der Gemeinden Manara, Yiftah und Malkia erweitert, während sich die 91. IDF-Division den Bodenoperationen im Südlibanon anschloss. Im Laufe des Tages schoss die Hisbollah rund 120 Raketen auf den Norden Israels und zwei IDF-Reservisten wurden bei einem Granateneinschlag im Grenzgebiet getötet. Am 7. Oktober folgte die inzwischen vierte Ausweitung der militärischen Sperrzone auf die Gebiete Rosch haNikra, Schelomi, Chanita, Adamit und Arab al-Aramshe. Am Abend des 7. Oktober drang als inzwischen vierter Divisionsverband die 146. IDF-Reservedivision in den westlichen Teil des Südlibanon vor und ergänzte die bereits im Land befindlichen Truppen der 98., 36. und 91. Division, welche im zentralen und östlichen Sektor des Südlibanons operieren, wodurch sich die Gesamtzahl der im Libanon stationierten Soldaten auf über 15.000 erhöhte. Das Vorgehen der 146. Division wurde von der israelischen Marine (ISC) unterstützt. Nach Angaben des Militärs hat die israelische Luftwaffe in den vergangenen zwei Wochen mehr als 100 Hisbollah-Ziele in Beirut angegriffen, bei denen es sich um Waffendepots, Waffenfabriken und Kommandozentralen gehandelt haben soll. Die IDF teilten mit, dass die Hisbollah Waffen und Produktionsanlagen aus dem Südlibanon und der Bekaa-Ebene in die südlichen Vororte von Beirut verlagere.
Am 7. und 8. Oktober wurden nach Angaben der israelischen Streitkräfte rund 315 Raketen aus dem Libanon auf den Norden Israels abgefeuert. Die IDF gaben darüber hinaus bekannt, im Laufe des 7. Oktober mit etwa 100 Kampfflugzeugen eine Welle von Luftangriffen gegen über 120 Ziele der Hisbollah im Südlibanon geflogen und dabei 50 Hisbollah-Mitglieder getötet zu haben, darunter sechs hochrangige Kommandeure. Am Abend des 8. Oktober gab die 98. Division bekannt, dass ihre Truppen seit Beginn der Bodenoffensive in mehreren Dörfern nahe der israelischen Grenze über 200 Hisbollah-Mitglieder getötet hätten. Zudem habe die Division mehr als 100 Tonnen Sprengstoff eingesetzt, um ober- und unterirdische Hisbollah-Stützpunkte zu zerstören. Am selben Tag seien laut IDF-Angaben 185 Hisbollah-Standorte im Libanon von der Luftwaffe angegriffen worden. Bis zum 8. Oktober richteten die IDF vier militärische Sperrzonen entlang der Nordgrenze ein und gaben bekannt, dass sich inzwischen vier IDF-Divisionen mit über 15.000 Soldaten im westlichen, zentralen und östlichen Sektor des Südlibanons befinden. Die Hisbollah bestätigte anhaltende Gefechte sowie schwere Luftangriffe und schoss weiterhin täglich Raketensalven in Richtung Nord- und Zentralisrael.
Am 9. Oktober wurden bei einem Raketeneinschlag in der größtenteils evakuierten Grenzstadt Kirjat Schmona zwei israelische Zivilisten getötet. Nach Angaben des israelischen Militärs hat die israelische Luftwaffe seit dem Beginn der Bodenoffensive in Abstimmung mit den Bodentruppen mehr als 1100 Angriffe zur Luftnahunterstützung im Südlibanon geflogen.
Nach Angaben der UNIFIL beschoss ein israelischer Panzer am 10. Oktober einen Beobachtungsturm ihres Hauptquartier in Naqura im Süden des Libanon, wobei zwei indonesische Angehörige der Mission verletzt wurden. Ein Sprecher der israelischen Armee erklärte, dass sich Kämpfer der Hisbollah in der Nähe des UNIFIL-Hauptquartiers befunden hätten und die Mission vor dem Angriff aufgefordert worden sei, sich in geschützte Orte zu begeben. Am 10. Oktober gab das libanesische Gesundheitsministerium bekannt, dass bei den bislang opferreichsten Angriffen im Zentrum der Hauptstadt Beirut 22 Menschen getötet und 117 verletzt worden seien. Berichten zufolge zielten die Angriffe unter anderem auf den Chef der Verbindungs- und Koordinierungseinheit der Hisbollah, Wafiq Safa, welcher schwer verletzt überlebt haben soll. Im Laufe des Tages wurden nach IDF-Angaben bei Kampfhandlungen vier israelische Soldaten und zahlreiche Hisbollah-Kämpfer getötet, während die Luftwaffe in den vergangenen 24 Stunden über 110 Angriffe gegen Ziele der Hisbollah im Libanon flog.
Am 11. Oktober rückte als weiterer IDF-Verband die 205. Reserve-Panzerbrigade in den Südlibanon ein, während sich der IDF-Generalstabschef Halewi mit dem Schin-Bet-Chef Ronen Bar und dem Kommandeur des IDF-Nordkommandos Ori Gordin zu einer Lagebeurteilung im Südlibanon traf. Bei einem israelischen Angriff auf einen Armeeposten im Südlibanon wurden zwei libanesische Soldaten getötet und drei weitere verwundet, während im nördlichen israelischen Kibbutz Yiron ein thailändischer Arbeiter durch Hisbollah-Beschuss getötet und ein anderer schwer verletzt worden war. Innenminister Moshe Arbel warnte, dass die Beschäftigung ausländischer Arbeiter in evakuierten Gemeinden illegal sei und wies angesichts des Vorfalls den Generaldirektor der Bevölkerungs- und Einwanderungsbehörde an, hart gegen Arbeitgeber vorzugehen, die in den evakuierten Gebieten weiterhin ausländische Arbeitskräfte einstellen.
In einer Erklärung vom 12. Oktober teilte das Militär mit, dass die israelischen Streitkräfte über das Feiertagswochenende Jom Kippur über 200 Luftangriffe im Libanon durchgeführt und bei direkten Konfrontationen 50 Hisbollah-Kämpfer getötet hätten. Im selben Zeitraum hätte die Hisbollah etwa 320 Geschosse auf Israel abgefeuert. Die in Küstennähe, am westlichen Rand des Südlibanons eingesetzte 146. IDF-Reservedivision teilte am 13. Oktober mit, in der vergangenen Woche über 100 Terroristen der Hisbollah getötet, sowie über 50 Raketenwerfer und 60 Kommandozentralen der Terrororganisation zerstört zu haben. Am Abend des 13. Oktober traf eine Drohne der Hisbollah eine IDF-Trainingsbasis bei Binjamina im Norden Israels, wobei vier Soldaten getötet und 58 verletzt wurden. Insgesamt, so das Militär, habe die Hisbollah am Sonntag zusätzlich zu den Drohnen mehr als 115 Geschosse auf israelisches Gebiet abgefeuert.
Am 16. Oktober bombardierte die israelische Luftwaffe Dutzende Ziele in der Umgebung der Provinzhauptstadt Nabatäa. Laut dem Gouverneur der Region, Howaida Turk und des Premierministers Nadschib Miqati wurden dabei eine laufende Gemeinderatssitzung getroffen und mehrere Menschen getötet, darunter der Bürgermeister der Stadt, Ahmad Kahil. Am 17. Oktober gaben die IDF den Tod von fünf Soldaten bekannt, welche bei Gefechten im Südlibanon ums Leben gekommen waren.
Am 19. Oktober wurden nach Angaben der israelischen Streitkräfte drei Drohnen aus dem Libanon auf Israel abgefeuert, wovon zwei abgefangen werden konnten und die dritte ein Gebäude in der Küstenstadt Caesarea traf. Das Büro des Premierministers Benjamin Netanjahu bestätigte, dass die Privatresidenz des Premiers Ziel des Drohnenangriffs gewesen sei. Netanjahu und seine Frau seien zum Zeitpunkt des Angriffs jedoch nicht zu Hause gewesen und es habe bei dem Vorfall keine Verletzten gegeben. Im Laufe des Vormittags schoss die Hisbollah zudem rund 100 Raketen auf Nordisrael, wobei bei Einschlägen ein Zivilist bei Akkon getötet und neun weitere in der Gegend um Haifa verletzt wurden. Libanesischen Medien zufolge bombardierte die israelische Luftwaffe daraufhin erneut den Beiruter Vorort Dahieh und die Stadt Baaloul in der westlichen Bekaa-Ebene, wobei mehrere Menschen, darunter mit Haidar Shahla auch der Bürgermeister der nahegelegenen Kleinstadt Sohmor getötet wurden. Die israelischen Streitkräfte erklärten außerdem, dass Truppen der 98. Division während ihrer bislang tiefgreifendsten Operation im Südlibanon ein Kommandozentrum der Hisbollah an einem nicht näher definierten Ort zerstört hätten. Das Zentrum sei mit Überwachungsgeräten, Sprengsätzen und Waffen ausgestattet gewesen. Pioniertruppen der 91. Division gaben unterdessen die Sprengung von mehr als 50 Tunnelschächten und drei großen Tunnelanlagen im Südlibanon bekannt, darunter eines zentralen Tunnels der Eliteeinheit ar-Radwan, der unter anderem eine Kommandozentrale, ein Waffendepot, Wohnräume und Fahrzeuge beinhaltet habe. Laut IDF wurden dabei innerhalb von 24 Stunden mehr als 65 Hisbollah-Mitglieder getötet.
Am 20. Oktober bombardierte die israelische Luftwaffe mehrere Ziele im Südlibanon sowie ein Kommandozentrum des Geheimdienstes der Hisbollah und eine unterirdische Waffenproduktionsanlage in Beirut. Bei den Angriffen wurden drei hochrangige Hisbollah-Mitglieder getötet, darunter der für die Waffenherstellung verantwortliche Ahmed Ali Hussain. Unterdessen gingen die Angriffe der Hisbollah auf Israel weiter, bis zu 200 Raketen wurden abgefeuert, es seien Sachschäden und Brände entstanden. Die libanesische Armee vermeldete unterdessen die Tötung von drei Soldaten bei einem Luftangriff auf ein Fahrzeug. Weiters warf die UNIFIL Israel vor, einen Beobachtungsturm mit einem Bulldozer zerstört zu haben. Am 21. Oktober wurden bei einem israelischen Luftangriff in der Nähe des Universitätskrankenhauses Rafik Hariri im Beiruter Stadtteil Jnah 18 Menschen getötet, darunter vier Kinder. Der Angriff löste Proteste des Hohen Kommissars der Vereinten Nationen für Menschenrechte, Volker Türk aus. Die libanesische Regierung gab bekannt, dass im Laufe des Tages mindestens 63 Menschen bei israelischen Angriffen getötet worden waren.
Am 22. Oktober bombardierte Israels Luftwaffe rund ein Dutzend Kommandozentralen der Hisbollah in der Nähe der Küstenstadt Tyros. Durch Raketenbeschuss der Hisbollah auf Nordisrael wurden bei Neot Mordechai ein IDF-Reservist getötet und drei weitere verwundet. Die Hisbollah gab zudem an, am Morgen des Tages eine Militärbasis südlich von Haifa mit Angriffsdrohnen beschossen zu haben, zudem habe sie fünf israelische Panzer im Libanon und zwei jenseits der Grenze getroffen.
Am 23. Oktober attackierte die israelische Luftwaffe mehr als 160 Ziele der Hisbollah im Libanon, darunter ein Büro des panarabischen Fernsehsenders Al Mayadeen. Zudem wurden laut libanesischer Armee drei libanesische Soldaten bei der Evakuierung Verwundeter am Rande des Dorfes Yater bei einem israelischen Angriff getötet. US-Verteidigungsminister Lloyd Austin teilte daraufhin seinem israelischen Amtskollegen mit, dass Washington angesichts der Berichte über Angriffe auf die libanesischen Streitkräfte zutiefst besorgt sei. In Naharija wurde ein Zivilist durch die Trümmer einer abgefangenen Rakete so schwer verletzt, dass er am 3. November an den Folgen dieser Verletzungen verstarb.
Am 24. Oktober schoss die Hisbollah erneut rund 120 Raketen auf den Norden Israels und es wurden bei Kämpfen im Südlibanon laut IDF zehn israelische Soldaten getötet und mindestens 28 weitere verwundet. Am 25. Oktober starben im nordisraelischen Madschd al-Kurum zwei israelische Zivilisten durch Raketenbeschuss der Hisbollah.
Am 26. Oktober wurden bei einem Gefecht im Südlibanon sechs israelische Soldaten getötet und 12 verwundet, während am 27. Oktober eine aus dem Libanon gestartete Drohne eine Fabrik des Luftfahrtkomponentenherstellers BAZ im Industriegebiet des nordisraelischen Bar Lev traf, wodurch zwei Menschen verletzt wurden. Nach Angaben des libanesischen Gesundheitsministeriums wurden am 28. Oktober bei israelischen Angriffen auf mehrere Gebiete in der östlichen Bekaa-Ebene mindestens 60 Menschen getötet.
Die Hisbollah ernannte am 29. Oktober den früheren Stellvertreter Nasrallahs, Naim Kassim zum neuen Generalsekretär der schiitischen Partei. Demnach habe sich der „Schura-Rat entsprechend dem anerkannten Verfahren für die Wahl des Generalsekretärs“ geeinigt. Unter dem neuen Anführer solle die Hisbollah ihre Ziele in „edler Mission bis zum Sieg“ weiterführen.
Am 29. Oktober beschoss die Hisbollah erneut den Norden Israels, wobei Drohnen in Naharija und nahe der Küstenstadt Aschkelon einschlugen, während durch einen Raketentreffer in Maʿalot-Tarschiha ein Zivilist getötet wurde. Zudem wurde das UNIFIL-Hauptquartier in Naqura von einer Rakete getroffen, wobei eine Fahrzeugwerkstatt in Brand geriet. Durch den Einschlag wurden acht österreichische Blauhelmsoldaten verletzt. Insgesamt schoss die Hisbollah im Laufe des Tages rund 75 Raketen auf den Norden Israels und die israelische Armee zerstörte mehr als 100 Ziele der Organisation im Libanon. Laut libanesischen Behörden wurden dabei in Sarafand und nahe Sidon 14 Menschen getötet. Libanesische Staatsmedien berichteten unterdessen, dass israelische Panzer bereits in die östlichen Außenbezirke von Chiyam, etwa sechs Kilometer von der Grenze entfernt, vorgedrungen seien. Es handle sich dabei laut libanesischen Angaben um den bislang tiefsten Einbruch israelischer Kräfte im Südlibanon.
Am 30. Oktober forderte die israelische Armee in einer ungewöhnlich umfassenden Maßnahme sämtliche rund 80.000 Bewohner der im Nordosten des Libanon gelegenen Provinzhauptstadt Baalbek und der Vororte zur Evakuierung auf, da sie dort Angriffe auf Ziele der Hisbollah vorbereite. Am 31. Oktober schoss die Hisbollah etwa 90 Raketen auf den Norden Israels, wobei durch Einschläge nahe Metulla und Haifa sieben Zivilisten getötet wurden, darunter vier thailändische Landarbeiter. Zudem traf eine Rakete einen ungenutzten Teil der irischen UNIFIL-Basis Camp Shamrock im Südlibanon. Nach Angaben des libanesischen Gesundheitsministeriums wurden im Laufe des Tages 45 Menschen durch israelische Angriffe getötet.
Am 1. November landeten israelische Kommandosoldaten der Einheit Schajetet 13 an der Küste von Batrun im Norden des Libanon und nahmen mit Imad Amhaz ein mutmaßliches Mitglied der Hisbollah-Marinekräfte gefangen. Laut IDF-Angaben wurde der Marineoffizier im Anschluss mit Schnellbooten nach Israel gebracht, wo er von der Einheit 504 des militärischen Nachrichtendienstes verhört wird. Der libanesische Minister für öffentliche Arbeiten und Verkehr, Ali Hamieh, bestätigte die Gefangennahme von Amhaz, bei dem es sich um einen Kapitän von zivilen Schiffen und Student an einem zivilen Marineinstitut handeln soll. Laut einigen libanesischen Berichten sei Amhaz hingegen ein Offizier der libanesischen Marine. Am 2. November schoss die Hisbollah über 130 Raketen aus dem Libanon auf Israel, wobei elf Menschen bei einem Raketeneinschlag in Tira verletzt wurden. Das Außenministerium in Dhaka teilte mit, dass ein Staatsbürger von Bangladesch bei einem israelischen Luftangriff im Libanon getötet wurde.
Am 3. November kam es weiterhin zu Kämpfen in Dörfern des Südlibanons, insbesondere um Chiyam, Yaroun und Marun ar-Ras. In Chiyam sollen unter Berufung auf das libanesische Rote Kreuz 20 zuvor als vermisst geltende Menschen tot sein. Israel gab bekannt, einen Hisbollah-Kommandeur zuständig für Raketenangriffe aus der Gegend des Dorfes sowie einen regionalen Radwan-Kommandeur getötet zu haben. Am 6. November schoss die Hisbollah mehrere Langstreckenraketen auf Zentralisrael, wobei es laut IDF zu mindestens einem Einschlag in der Nähe des Flughafens Ben Gurion südöstlich von Tel Aviv kam. Zudem starben durch Raketenbeschuss auf den Norden Israels ein Zivilist im Kibbuz Kfar Masaryk und ein Soldat im Gebiet von Avivim. Die israelische Luftwaffe gab am 7. November bekannt, am Vortag Ziele der Hisbollah im Süden Beiruts, in der südlichen Stadt Nabatäa und im östlichen Baalbek, sowie weiteren Gebieten nördlich des Litani-Flusses durchgeführt und dabei rund 60 Hisbollah-Mitglieder getötet zu haben. Nach Angaben des libanesischen Gesundheitsministeriums wurden allein in der Umgebung der Stadt Baalbek 40 Menschen getötet. Am 12. November starben in Naharija zwei israelische Zivilisten durch Raketenbeschuss der Hisbollah. Vom 13. bis 15. November gaben die IDF bekannt, dass acht israelische Soldaten bei Feuergefechten im Südlibanon getötet und drei weitere schwer verletzt wurden, womit sich die Zahl gefallener israelischer Soldaten seit Beginn der Bodenoffensive auf 44 erhöhte.
Am 16. November teilten libanesische Staatsmedien mit, dass israelische Bodentruppen einen strategischen Hügel im südlibanesischen Dorf Chamaa erreicht und sich nach schweren Gefechten mit der Hisbollah wieder zurückgezogen hätten. Die Hisbollah bestätigte einen Zusammenstoß mit israelischen Truppen am östlichen Dorfrand von Chamaa, etwa fünf Kilometer von der israelischen Nordgrenze entfernt, während die IDF keine Erklärung abgaben. Im Laufe des Tages schoss die Hisbollah etwa 80 Raketen auf Israel, wobei Gebäude in Haifa, Tamra und Naharija beschädigt wurden. Die israelischen Streitkräfte gaben jedoch an, seit Tagen einen Rückgang der Zahl der von der Hisbollah abgefeuerten Raketen zu registrieren. Am 17. November teilten die IDF mit, dass erstmals seit dem Beginn der Bodenoffensive israelische Artillerie die Nordgrenze überquert habe und nun vom Südlibanon aus operiere. Dies erhöhe die Reichweite und ermögliche eine bessere Unterstützung der Bodentruppen. Am selben Tag meldeten libanesische Sicherheitsquellen die Tötung des Hisbollah-Medienchefs Mohammed Afif durch einen israelischen Luftangriff im Zentrum von Beirut, wobei vor dem Luftschlag keine Evakuierungswarnung an die Zivilbevölkerung erfolgte.
Am 18. November beschoss die Hisbollah erneut den Norden und das Zentrum Israels, wobei ein Zivilist in Schefar’am getötet und weitere in Bnei Berak und Ramat Gan teilweise schwer verletzt wurden. Am 19. November berichteten die IDF, dass die 98. Division Operationen in neuen Gebieten im Südlibanon aufgenommen habe, um die Infrastruktur der Hisbollah zu lokalisieren und zu zerstören, welche die nordisraelische Region Kirjat Schmona bedroht. Am selben Tag wurde vom israelischen National Munition Disassembly Lab bekanntgegeben, dass 60 bis 70 Prozent der in den ersten Tagen der Bodenoperation gefundenen Waffen russischer Produktion seien, welche ursprünglich aus dem Besitz des syrischen Militärs stammen, das seit Jahren von Russland beliefert wird. Zu diesen Waffen gehörten laut Bericht auch Panzerabwehrraketen vom Typ „Kornet“, die erst im Jahr 2020 hergestellt wurden. Die stellvertretende israelische Außenministerin Scharren Haskel brachte daraufhin noch im selben Monat in der Knesset einen Gesetzentwurf ein, der die Übergabe solcher Waffen russischer Produktion an die Ukraine vorsieht.
Am 20. November teilte das israelische Militär mit, dass der 71-jährige israelische Forscher Ze’ev Erlich im Dorf Scheem im westlichen Teil des Südlibanons, rund sechs Kilometer von der Nordgrenze entfernt, von Hisbollah-Mitgliedern getötet wurde, als dieser eine alte Festung und mutmaßliche Grabstätte des Jünger Simeon, untersuchen wollte. Laut Darstellung des Militärs hatte Erlich ohne entsprechende Genehmigung und mit einer IDF-Eskorte die archäologische Stätte in dem vermeintlich geräumten Gebiet aufgesucht, wobei zwei Hisbollah-Kämpfer das Feuer aus dem Hinterhalt eröffnet hatten. Im Zuge des folgenden Gefechts wurden die beiden Kämpfer und ein Soldat der Golani-Brigade getötet, sowie der Brigadekommandeur Yoav Yarom, der Erlich in einer IDF-Uniform das Betreten des Gebietes eigenmächtig erlaubt hatte, schwer verwundet. Ein weiterer IDF-Soldat, ein Angehöriger der Kommandoeinheit Maglan, starb darüber hinaus am selben Tag beim Einsturz eines beschädigten Gebäudes im Südlibanon.
Im Laufe des 21. November wurden laut libanesischem Gesundheitsministerium 62 Menschen durch israelische Angriffe im Libanon getötet und 111 verletzt. Am 22. November wurden laut libanesischen Angaben der Direktor des Universitätskrankenhauses Dar Al Amal, Ali Rakan Allam, sowie sechs Arbeitskollegen bei einem israelischen Luftangriff auf dessen Wohnung in der Nähe des Krankenhauses bei Baalbek getötet.
Am 24. November schoss die Hisbollah laut IDF-Angaben rund 250 Raketen auf den Norden und das Zentrum Israels, wobei es durch vereinzelte Einschläge bzw. herabstürzende Trümmer abgefangener Raketen zu Schäden an der Infrastruktur und auch Verletzten in Haifa, Petach Tikwa, Rinatia und Maʿalot-Tarschiha kam. Die Hisbollah gab bekannt, mehrere israelische Panzer im Bereich der südlibanesischen Gemeinden Biyyadah und Deir Mimas zerstört, sowie die israelische Marinebasis von Aschdod im Süden Israels mit Drohnen angegriffen zu haben. Die israelische Luftwaffe flog unterdessen eine Reihe von Luftangriffen auf die Hauptstadt Beirut. Zu den Zielen gehörten laut IDF-Angaben zwölf Kommandozentralen der Geheimdienstabteilung der Hisbollah, ihrer Einheit für Küstenraketen sowie der Einheit 4400, die für die Lieferung von Waffen aus dem Iran in den Libanon zuständig ist. Bei einem einzigen Angriff im Zentrum Beiruts, dessen Ziel das Dschihad-Ratsmitglied Muhammad Haydar gewesen sein soll, wurden laut libanesischem Gesundheitsministerium mindestens 29 Menschen getötet und 67 verletzt. Darüber hinaus wurden bei einem israelischen Angriff im Südlibanon ein libanesischer Soldat getötet und 18 weitere verletzt. Die IDF gaben dazu bekannt, dass sich der Vorfall in einem Gebiet ereignete, in dem Kämpfe gegen die Hisbollah andauerten und sprachen von einem Versehen.
Am 25. November bombardierte die israelische Luftwaffe 27 Standorte des Exekutivrats der Hisbollah im gesamten Libanon, darunter in Nabatäa, Baalbek und der Bekaa-Ebene, sowie in den Außenbezirken und den südlichen Vororten Beiruts. Zudem berichteten syrische Staatsmedien über israelische Luftangriffe im Gebiet Kusseir nahe der Grenze zum Libanon. Es handelt sich dabei um eine Region, in welcher Israel laut eigener Darstellung in den letzten Monaten mehrfach Grenzübergänge und andere Waffenschmuggelrouten ins Visier genommen hatte. Durch einen Raketenangriff der Hisbollah auf Naharija wurde eine israelische Zivilistin so schwer verletzt, dass sie am 12. Januar 2025 ihren Verletzungen erlag.
Am 26. November teilte das israelische Militär mit, dass IDF-Truppen der 91. Division den Litani-Fluss im östlichen Teil des Südlibanons, rund vier Kilometer von der nordisraelischen Stadt Metulla entfernt, sowie das Gebiet um Wadi Saluki, rund zehn Kilometer von der israelischen Grenze entfernt, erreicht haben. Es ist das erste Mal seit dem Jahr 2000, als sich Israel aus dem Südlibanon zurückzog, dass IDF-Truppen den Litani-Fluss erreicht haben.

## Friedensbemühungen und Waffenstillstand
Der US-Sondergesandte Amos Hochstein traf sich in Beirut mit dem libanesischen Premierminister Nadschib Miqati und dem mit der Hisbollah verbündeten Parlamentssprecher Nabih Berri und teilte mit, dass es für den Libanon und Israel nicht ausreiche, sich lediglich formal zur Resolution 1701 des UN-Sicherheitsrates zu bekennen, und dass die Vereinigten Staaten an einer Formel arbeiteten, um den Konflikt ein für alle Mal zu beenden. Premierminister Miqati erklärte in einem Interview mit dem saudi-arabischen Fernsehsender al-Arabiya, dass es seit Mitte September 2024 keine Kontakte mehr mit der Hisbollah gegeben habe. Er beschuldigte die Islamische Republik Iran der „eklatanten Einmischung in libanesische Angelegenheiten und des Versuchs, eine inakzeptable Vormundschaft über den Libanon zu etablieren“. Der Sprecher des iranischen Außenministeriums bestritt diesen Vorwurf und erklärte, dass Teheran „niemals die Absicht gehabt oder Maßnahmen ergriffen habe, die den Verdacht einer Einmischung in die inneren Angelegenheiten des Libanon erwecken könnten.“
Israel teilte mit, im Rahmen einer Waffenstillstandsvereinbarung, die Entwaffnung der Hisbollah im Südlibanon aktiv durchzusetzen und ungehinderten Zugang zum libanesischen Luftraum zu behalten. Die Forderungen seien in einem von Israel verfassten Dokument enthalten, das dem Sondergesandten Hochstein vor seiner Reise in die Region zugeleitet wurde. Ein namentlich nicht genannter US-Beamter erklärte gegenüber der Nachrichtenseite Axios, Beirut und die internationale Gemeinschaft würden den Vorschlag Israels für einen Waffenstillstand im Libanon wahrscheinlich nicht annehmen, da dieser „die Souveränität des Libanon dramatisch untergraben“ würde. Mohammad Afif, der Leiter des Medienbüros der Hisbollah, erklärte dazu während einer Pressekonferenz am 22. Oktober 2024, dass es keine Verhandlungen geben werde, solange die Kämpfe mit Israel andauerten. Am 24. Oktober 2024 traf sich US-Außenminister Antony Blinken mit dem katarischen Premier- und Außenminister Mohammed bin Abdulrahman Al Thani in Doha und teilte mit, dass die Vereinigten Staaten nicht wollen, dass die Operationen der israelischen Streitkräfte im Libanon zu einer langwierigen Militärkampagne führen. Israel müsse die notwendigen Schritte unternehmen, um zivile Opfer zu vermeiden und weder UN-Friedenstruppen noch die libanesischen Streitkräfte zu gefährden. Die USA würden intensiv an einer diplomatischen Lösung arbeiten, die es Zivilisten auf beiden Seiten der Grenze ermöglichen würde, in ihre Häuser zurückzukehren.
Am 29. Oktober erklärten hochrangige israelische Beamte gegenüber Ynet, dass es Fortschritte bei der Einigung zur Beendigung der Kämpfe im Libanon gebe. Den Quellen zufolge sehe das Abkommen, das derzeit mit internationalen Vermittlern erörtert werde, eine 60-tägige „Anpassungsphase“ vor, in der beide Seiten einen Waffenstillstand einleiten und auf die Umsetzung der Resolution 1701 des UN-Sicherheitsrates hinarbeiten würden. Es würde auch ein internationales Kontrollsystem etabliert, um Berichte über Verstöße zu prüfen und zu bearbeiten. Israel würde sich das Recht vorbehalten, militärisch einzugreifen, wenn das libanesische Militär oder die UN-Truppen die Verstöße nicht bekämpfen. Schließlich solle das Abkommen eine Wiederbewaffnung der Hisbollah verhindern, indem die Einfuhr verschiedener Waffen in den Libanon verboten werde. Am 6. November teilte der neue Hisbollah-Generalsekretär Naim Kassim in seiner erst zweiten Ansprache seit seiner Ernennung zum Anführer der Organisation mit, dass eine diplomatische Lösung des Konflikts mit Israel vor Ende der Feindseligkeiten ausgeschlossen sei. Der Krieg werde erst enden, wenn Israel seine „Aggression“ gegen den Libanon einstelle.
Am 11. November 2024 bestätigte der israelische Außenminister Gideon Sa’ar gegenüber Reportern in Jerusalem, dass es gewisse Fortschritte in Richtung eines Waffenstillstands mit der Hisbollah gebe und dass in dieser Angelegenheit mit den USA zusammengearbeitet würde. Israel werde einem Waffenstillstand zustimmen, wenn die Hisbollah nördlich des Litani-Flusses zurückweicht und nicht in der Lage sein wird, sich erneut mit neuen Waffensystemen, vor allem durch Waffenflüsse aus Syrien, aufzurüsten. Israel verlange von den USA dazu Garantien, dass es im Libanon militärisch gegen die Hisbollah vorgehen dürfe, falls es der Terrorgruppe gelingt, ihre militärische Präsenz entlang der Grenze wiederherzustellen. Ein israelischer Beamter bestätigte, dass sich eine israelische Delegation in Moskau aufgehalten habe, um die Rolle Russlands bei der Gewährleistung zu besprechen, dass Waffen nicht über Syrien an die Hisbollah gelangen.
Am 16. November 2024 wurde in Medien verlautbart, dass die US-Botschafterin im Libanon, Lisa Johnson, dem libanesischen Parlamentssprecher Nabih Berri innerhalb der letzten Woche einen ersten schriftlichen Waffenstillstandsvorschlag Washingtons überreicht habe und dass Israel von den USA ein Begleitschreiben verlangten, das Garantien enthalte, dass Israel im Libanon militärisch gegen die Hisbollah vorgehen dürfe, sollte die Terrorgruppe versuchen, ihre Militärpräsenz entlang der Grenze wiederherzustellen. Laut der Tageszeitung Asharq al-Awsat lehne Berri diesen Punkt entschieden ab, ebenso den Vorschlag, ein Komitee zur Umsetzung der Resolution 1701 des UN-Sicherheitsrates zu bilden. Ministerpräsident Benjamin Netanjahu und Verteidigungsminister Israel Katz beschlossen daraufhin eine Ausweitung der israelischen Angriffe auf Ziele der Hisbollah im Libanon mit dem erklärten Ziel, dem Libanon zu signalisieren, dass Israel seinen Feldzug weiter intensivieren werde, sollte die Terrorgruppe den vermittelten Waffenstillstandsplan nicht akzeptieren. Am 18. November erklärte Ali Hassan Khalil, ein Berater des libanesischen Parlamentssprechers Nabih Berri, gegenüber der Nachrichtenagentur Reuters, dass der Libanon und die Hisbollah dem US-Vorschlag für einen Waffenstillstand mit einigen inhaltlichen Anmerkungen zugestimmt hätten. Der Libanon habe seine schriftliche Antwort an die US-Botschaft im Libanon übermittelt und der US-Sondergesandte Amos Hochstein begab sich nach Beirut, um die Gespräche fortzusetzen. Hochstein teilte am 19. November mit, dass es eine „echte Chance“ gebe, die Kämpfe zwischen Israel und der Hisbollah zu beenden und dass die Lücken zwischen den Seiten „deutlich verringert“ worden seien. Am 25. November erklärte der stellvertretende Parlamentssprecher des Libanon, Ilias Bu Sa’ab, es gebe „keine ernsthaften Hindernisse“ mehr für den Beginn der Umsetzung eines von den USA vorgeschlagenen Waffenstillstands zur Beendigung der Kämpfe. Einer der Knackpunkte, wer den Waffenstillstand überwachen solle, sei in den letzten 24 Stunden durch die Einigung auf die Einrichtung eines Komitees aus fünf Ländern, darunter Frankreich, unter Vorsitz der USA, gelöst worden. Hebräische Medien gaben daraufhin bekannt, dass das nationale Sicherheitskabinett Israels am 26. November zusammenkommen werde, um dem Waffenstillstand mit der Hisbollah zuzustimmen. Am 26. November stimmte das nationale Sicherheitskabinett Israels mit 10:1 Stimmen dem Waffenstillstand zu; die einzige Gegenstimme kam vom Sicherheitsminister Itamar Ben-Gvir. Die Annahme des Waffenstillstandes beider Seiten wurde kurz darauf von US-Präsident Joe Biden bekanntgegeben, welcher Telefonate mit den Premierministern Benjamin Netanjahu und Nadschib Miqati geführt hatte.
Der Waffenstillstand, welcher am 27. November 2024 um 04:00 Uhr Ortszeit in Kraft trat, sieht Berichten zufolge eine 60-tägige Übergangszeit vor, in der die IDF und auch die Hisbollah den Südlibanon verlassen, während im Anschluss etwa 5.000 Soldaten der libanesischen Armee südlich des Litani-Flusses stationiert werden, darunter an 33 Posten entlang der Grenze zu Israel. Diese Truppen sollen die militärische Infrastruktur der Hisbollah abbauen und eine Rückkehr der Terrororganisation verhindern. Berichten zufolge haben die USA ein Begleitschreiben vorgelegt, in dem Israels Rechte zur Reaktion auf Verletzungen des Waffenstillstands durch die Hisbollah dargelegt werden. Ein israelischer Sicherheitsbeamter teilte mit, dass nicht unmittelbare Bedrohungen dem neuen internationalen Überwachungsausschuss gemeldet würden. Wenn dann keine Maßnahmen ergriffen werden, würde Israel selbst entsprechende Maßnahmen ergreifen. Israels Verteidigungsminister Israel Katz gab an, dass Israel auf jeden Verstoß gegen den Waffenstillstand im Libanon mit Gewalt reagieren werde.

## Opferzahlen und Einsatzzahlen
Am 17. Oktober 2024 erklärte die libanesische Regierung, dass seit dem Beginn der Auseinandersetzungen am 8. Oktober 2023, hauptsächlich jedoch in den letzten Wochen, durch israelische Angriffe im Libanon mindestens 2300 Menschen getötet wurden. Nach israelischen Angaben befanden sind unter den Opfern mindestens 960 Hisbollah-Mitglieder. Im selben Zeitraum wurden auf Seiten Israels 28 Zivilisten und 38 Soldaten getötet. Am 21. Oktober verkündeten die IDF, seit Beginn der Auseinandersetzungen im Oktober 2023 über 2000 Mitglieder der Terrorgruppe Hisbollah getötet zu haben, darunter sieben Kommandeure auf Brigadeebene und 21 Kommandeure auf Bataillonsebene. Am 22. Oktober 2024 erhöhte die libanesische Regierung die Zahl der Todesopfer durch die israelischen Angriffe im Land auf 2530. Der für die Krisenreaktion im Libanon zuständige Minister Nasser Yassin erklärte am selben Tag, dass in Folge der israelischen Offensive rund 1,3 Millionen Menschen ihre Häuser verlassen hätten. Für die Grundversorgung dieser Menschen würde der Libanon monatlich 250 Millionen US-Dollar benötigen. Am 28. Oktober berichtete das libanesische Gesundheitsministerium, dass die Zahl der Todesopfer im Libanon auf 2710 gestiegen sei. Darunter würden sich 532 Frauen und 157 Kinder befinden. Am 15. November 2024 teilte das libanesische Gesundheitsministerium die Zahl von inzwischen 3445 Toten und 14.599 Verletzten im Libanon mit. Darunter befinden sich nach Angaben der Vereinten Nationen über 200 Kinder, welche seit Beginn der Bodenoffensive getötet wurden, was durchschnittlich den Tod von drei Kindern täglich bedeutet. James Elder, Sprecher des UN-Kinderhilfswerks UNICEF kritisierte dabei gegenüber Reportern in Genf die Gleichgültigkeit derer, die in der Lage wären, dieser Gewalt ein Ende zu setzen. Das Amt der Vereinten Nationen für die Koordinierung humanitärer Angelegenheiten sprach in diesem Zusammenhang von einer besorgniserregenden Zunahme ziviler Todesopfer. Am 21. November wurde die Opferzahl im Libanon auf 3.645 Tote und 15.355 Verletzte erhöht.
Nach Inkrafttreten des Waffenstillstandes am 27. November teilte ein israelischer Armeesprecher mit, dass während des gesamten Konflikts über 12.500 Hisbollah-Stellungen im Libanon angegriffen wurden, darunter 360 in den südlichen Vororten Beiruts. Die Verluste der Hisbollah werden von Quellen, die mit den Operationen der Hisbollah vertraut sind, auf bis zu 4.000 Getötete geschätzt. Die IDF selbst gaben am 28. November den Tod von rund 3.500 Hisbollah-Mitgliedern bekannt, zudem seien etwa 4.000 weitere Hisbollah-Mitglieder verletzt und nicht mehr kampffähig. Die Hisbollah wird von der israelischen Armee als deutlich geschwächt, aber nicht als zerschlagen angesehen, da sie nach Angaben des Militärs immer noch über etwa die Hälfte ihrer Grundfähigkeiten verfügt. An der Bodenoffensive waren 14 Einsatzgruppen der israelischen Streitkräfte auf Brigadeebene beteiligt und es wurden unabhängig davon über 100 Spezialoperationen durchgeführt. Unter den Getöteten der Hisbollah befinden sich laut IDF-Angaben 14 Mitglieder der obersten Führung, vier Kommandeure auf Divisionsebene, 24 Kommandeure auf Brigadeebene, 27 Kommandeure auf Bataillonsebene, 63 Kommandeure auf Kompanieebene und 22 Kommandeure auf Zugebene. Zudem wurden etwa 12.000 Sprengsätze und Drohnen, 13.000 Raketen, Abschussvorrichtungen sowie Panzer- und Flugabwehrraketensysteme und 121.000 Kommunikationsgeräte und Computer erbeutet. Durch den Raketen- und Drohnenbeschuss aus dem Libanon wurden 2.874 Gebäude in Israel beschädigt, 841 davon so schwer, dass sie abgerissen und neu errichtet werden müssen. Besonders stark betroffen seien Kirjat Schmona, Manara, Naharija und Schelomi. Auf Seiten Israels wurden während des gesamten Konflikts 45 Zivilisten und 76 Soldaten getötet. Rund 700 weitere Soldaten wurden verwundet. Das libanesische Gesundheitsministerium bezifferte die libanesischen Verluste am 29. November 2024, ohne zwischen Kämpfern und Zivilisten zu unterscheiden, auf 3961 Tote und 16.520 Verletzte. Diese Zahl erhöhte der libanesische Gesundheitsminister Firass Abiad am 4. Dezember 2024 auf 4047 Tote und 16.638 Verletzte.

## Zeit nach dem Waffenstillstand
Die Hisbollah verkündete einen Sieg über Israel und gab an, Israel weiterhin kampfbereit gegenüberzustehen. Der Hisbollah-Generalsekretär Naim Kassim sprach in diesem Zusammenhang während einer Fernsehansprache von einem „göttlichen Sieg“, verkündete jedoch eine Unterstützung und enge Abstimmung mit der libanesischen Armee zur Umsetzung des Waffenstillstands. Die Organisation kündigte außerdem an, eine große Beerdigungszeremonie für zwei der hochrangigsten getöteten Anführer, Hassan Nasrallah und Hashem Safi-al-Din zu organisieren.
Am 28. November gaben die IDF bekannt, erstmals seit dem Inkrafttreten des Waffenstillstands einen Drohnenangriff und einen Angriff mit Kampfflugzeugen im Südlibanon durchgeführt zu haben. Ziel der Angriffe seien Verdächtige, einige davon mit Fahrzeugen, sowie eine Lagerstätte von Mittelstreckenraketen gewesen. Unterdessen wurde Generalmajor Jasper Jeffers vom United States Special Operations Command Central zum Leiter des Waffenstillstandsmechanismus im Libanon ernannt. Zu seinem Co-Vorsitzenden wurde der bisherige Sondergesandte Amos Hochstein berufen. Frankreich vertrat im Überwachungsmechanismus durch Brigadegeneral Guillaume Ponchin, dem zehn Militär- und Zivilbeamte des französischen Außen- und Verteidigungsministeriums zur Seite standen.
Am 30. November flog die israelische Luftwaffe Angriffe gegen mehrere als Bedrohung eingestufte Ziele im Libanon, darunter Gruppen von Hisbollah-Mitgliedern, Fahrzeuge, sowie eine Raketenlagerstätte und syrische Militärinfrastruktur in der Nähe der Grenzübergänge zum Libanon. Zudem töteten Fallschirmjäger eine Gruppe bewaffneter Hisbollah-Mitglieder in der Nähe einer Kirche im Südlibanon. Am selben Tag lockerte das Heimatfrontkommando der israelischen Streitkräfte die Beschränkungen im Norden Israels und erlaubte wieder größere Versammlungen und die Öffnung von Schulen. Zudem gaben das Verteidigungsministerium und das Heimatfrontkommando bekannt, über 10.000 Luftschutzbunker in Häusern bis fünf Kilometer von der libanesischen Grenze entfernt einzurichten, bzw. die finanziellen Voraussetzungen für die Bewohner zum selbstständigen Errichten zur Verfügung zu stellen.
Am 2. Dezember 2024 wurde Israel durch die USA gewarnt, dass es Teile des Waffenstillstandsabkommens mit dem Libanon verletze. Der US-Sondergesandte Amos Hochstein forderte Israel auf, das Abkommen einzuhalten. Insbesondere verwies er auf israelische Drohnenflüge über Beirut. Einen Tag zuvor hatte Frankreich laut französischen diplomatischen Quellen Israel 52 Waffenstillstandsverletzungen vorgeworfen. Die Quellen behaupteten, dass Israel zwar gegen die Verstöße der Hisbollah vorgehe, die israelischen Streitkräfte jedoch nicht die erforderlichen Kanäle genutzt hätten, um die Verstöße der libanesischen Terrorgruppe dem von den USA geführten internationalen Aufsichtsgremium zu melden, dem auch Frankreich angehört, wie dies in den Bedingungen des Abkommens vorgeschrieben ist. Am selben Tag schoss die Hisbollah zwei Mörsergranaten auf eine israelische Stellung im Gebiet des Berges Dov an der Grenze zwischen Israel und dem Libanon. Die Hisbollah erklärte, der Angriff sei „eine erste Warnung“ als Reaktion auf die Angriffe der israelischen Streitkräfte auf den Libanon während des Waffenstillstands und die anhaltende Verletzung des libanesischen Luftraums durch israelische Flugzeuge. Die israelische Luftwaffe griff daraufhin laut eigener Darstellung Dutzende Ziele der Terrorgruppe im gesamten Libanon an, darunter die Abschussvorrichtung, mit der die beiden Mörsergranaten abgefeuert worden waren, sowie Grenzübergänge zwischen dem Libanon und Syrien in der Region Kusseir. Durch die Angriffe wurden laut libanesischem Gesundheitsministerium mindestens neun Menschen in den Dörfern Haris und Talloussah im Süden des Landes getötet.
In der Nacht auf den 6. Dezember griffen israelische Kampfflugzeuge mehrere Grenzübergänge und Landwege zwischen Syrien und dem Libanon an, die nach Angaben des Militärs zum Waffentransport an die Hisbollah genutzt wurden. Die Angriffe richteten sich gegen den Grenzübergang Arida zwischen Nordlibanon und Syrien sowie gegen mehrere Routen in der Region Kusseir. Am 12. Dezember erklärte der Libanon, dass bei einem israelischen Angriff auf die Grenzstadt Chiyam eine Person ums Leben gekommen sei. Die israelischen Streitkräfte hatten zuvor erklärt, sie hätten Hisbollah-Aktivisten ins Visier genommen, die den Waffenstillstand im Südlibanon verletzt hätten.
Am 8. Januar 2025 lobten die mit der Durchsetzung des Waffenstillstands beauftragten Vertreter der USA und Frankreichs, Jasper Jeffers und Guillaume Ponchin, die Bemühungen der libanesischen Streitkräfte zur Umsetzung der ersten Phasen des Abkommens. Die US-Regierung gab daraufhin die Umleitung von 95 Millionen US-Dollar von für Ägypten vorgesehenen Militärhilfen an den Libanon bekannt, welcher vom US-Außenministerium als „Schlüsselpartner“ bei der Umsetzung des Abkommens bezeichnet wurde. Die Europäische Union kündigte am 21. Januar 2025 ein Unterstützungspaket in Höhe von 60 Millionen Euro (62 Millionen US-Dollar) für die libanesischen Streitkräfte an, welche laut der EU-Außenbeauftragten Kaja Kallas für die „regionale und innenpolitische Stabilität von entscheidender Bedeutung“ seien.
Am 10. Januar 2025 teilte das libanesische Gesundheitsministerium mit, dass Israel bei einem Angriff in der Gegend von Tayr Debba nahe der Küstenstadt Tyros fünf Menschen getötet habe. Die israelischen Streitkräfte erklärten, sie hätten im Südlibanon einen Drohnenangriff durchgeführt, nachdem sie Hisbollah-Mitglieder dabei entdeckt hätten, wie sie ein Fahrzeug mit Waffen beluden.
Am 21. Januar 2025 teilte das israelische Finanzministerium mit, dass sich die staatlichen Ausgaben für die Finanzierung des Krieges gegen die Hamas und die Hisbollah im Jahr 2024 auf etwa 100 Milliarden Schekel (30 Milliarden US-Dollar) beliefen.
Am 26. Januar 2025, dem Tag des Ablaufs der 60-tägigen Rückzugsphase, eröffneten die IDF das Feuer auf Menschen, welche versuchten, in ihre Dörfer im Südlibanon zurückzukehren. Israel erklärte, dass die Bedingungen des Waffenstillstandes vom libanesischen Staat bisher nicht vollständig durchgesetzt worden seien, was bedeute, dass die israelischen Truppen auch über den 26. Januar hinaus im Land bleiben würden. Jeanine Hennis-Plasschaert, Sonderkoordinatorin der Vereinten Nationen für den Libanon, bestätigte, dass die Bedingungen für eine sichere Rückkehr der Bürger in ihre Dörfer entlang der Blauen Linie noch nicht gegeben seien. Libanesische Behörden erklärten, dass durch das israelische Feuer 22 Menschen – darunter Kinder – getötet und 124 verletzt worden seien. Israel teilte mit, das Feuer eröffnet zu haben, um „unmittelbare Bedrohungen“ abzuwenden. Die libanesische Armee rief die Zivilisten dazu auf, Selbstbeherrschung zu üben sowie ihren Anweisungen zu folgen und erklärten, dass sie Zivilisten beim Betreten mehrerer Dörfer im Südlibanon begleiten, „angesichts der anhaltenden Verletzung der Souveränität des Libanon durch den israelischen Feind, seiner Angriffe auf die Bevölkerung, die zu Märtyrern und Verletzten führte, und seiner Weigerung, sich an das Waffenstillstandsabkommen zu halten und sich aus den besetzten libanesischen Gebieten zurückzuziehen.“
Die USA gaben bekannt, dass die Frist für den Rückzug Israels aus dem Libanon aufgrund der vorherrschenden Lage auf den 18. Februar 2025 verlängert wurde. Der libanesische Premier Nadschib Miqati bestätigte, dass sich der Libanon bis dahin an das Waffenstillstandsabkommen mit Israel halten werde. Trotz der Waffenstillstandsvereinbarung wurde am 17. Februar 2025 der Chef der Hamas-Operationen im Libanon, Mohammed Ibrahim Shaheen, bei einem israelischen Luftangriff in der Hafenstadt Sidon getötet. Seine Ermordung erfolgte, während Israel Hunderte von Waffenstillstandsverletzungen sowohl im Libanon als auch im Gazastreifen vorgeworfen wurde.
Hisbollah-Generalsekretär Naim Kassem sagte am 16. Februar 2025, „es kann keine Ausreden geben“ für eine weitere Verzögerung des Rückzugs Israels. Es sei die Verantwortung der Regierung, sicherzustellen, dass sich die israelische Armee bis zur Frist vollständig zurückziehe. In einer gemeinsamen Ansprache mit Israels Ministerpräsidenten Netanjahu sagte der führende US-Außenminister Marco Rubio am selben Tag: „Im Falle des Libanon sind unsere Ziele die gleichen… Ein starker libanesischer Staat, der es mit der Hisbollah aufnehmen und sie entwaffnen kann.“ Libanons Staatspräsident Joseph Aoun äußerte am 17. Februar 2025 seine Besorgnis darüber, dass Israel sich nicht vollständig zurückziehen werde: „Dem israelischen Feind kann man nicht trauen, und wir befürchten, dass der vollständige Abzug  morgen nicht erreicht wird. Die libanesische Antwort wird eine einheitliche und umfassende nationale Position sein.“ Aoun erklärte er werde sich dafür einsetzen, Israel mit „diplomatischen Mitteln“ zum Abzug zu bewegen.
Nach Ablauf der Fristverlängerung am 18. Februar 2025 zogen sich die israelischen Armee nicht aus dem Libanon zurück. Israel bestand darauf an fünf strategischen Stützpunkten im Libanon entlang der gemeinsamen Grenze gegenüber den nordisraelischen Grenzorten Schelomi, Sar’it, Avivim/Malkia, Margaliot und Metulla zu verblieben. Eine Forderung, die von Libanon abgelehnt wurde. Die fünf israelischen Stützpunkte lagen an Gebiete in der Nähe der libanesischen Städte Chiyam, Odaisseh, Naqura und Ramiyeh.
Trotz des Waffenstillstands waren nach Angaben der UN-Migrationsagentur noch immer über 100.000 Menschen im Libanon auf der Flucht, und die libanesischen Behörden erklärten, der Wiederaufbau könne bis zu 11 Milliarden Dollar kosten. Human Rights Watch erklärte, dass „Israels absichtliche Zerstörung ziviler Häuser und Infrastruktur“ es „für viele Bewohner unmöglich mache, zurückzukehren“. In Kfar Kila, direkt an der Grenze, hatte Israels Armee alle Häuser und Gebäude zerstört oder schwer beschädigt.

## Reaktionen
Der US-Verteidigungsminister Lloyd Austin teilte mit, dass sich die USA mit Israel über die Notwendigkeit einig seien, die Angriffsinfrastruktur der Hisbollah entlang der Grenze abzubauen, um sicherzustellen, dass die Terrororganisation keine Angriffe im Stil des 7. Oktober auf die nördlichen Gemeinden Israels durchführen könne. Er bekräftigte jedoch, dass eine diplomatische Lösung erforderlich sei, um sicherzustellen, dass die Zivilisten auf beiden Seiten der Grenze sicher in ihre Häuser zurückkehren können. Die US-Regierung zeigte sich nach dem Angriff auf das UNIFIL-Hauptquartier besorgt. Am 19. Oktober teilte Lloyd Austin bei einem Treffen der G7-Verteidigungsminister im italienischen Neapel mit, dass die Zahl der zivilen Opfer viel zu hoch sei und die Vereinigten Staaten es begrüßen würden, wenn Israel einige seiner Angriffe in und um die libanesische Hauptstadt Beirut zurückfahren würde.
Das türkische und das russische Außenministerium verurteilten die israelische Bodenoffensive als rechtswidrigen Invasionsversuch und forderten Israels Abzug. Der türkische Präsident Recep Tayyip Erdoğan sagte, die Türkei werde dem Libanon beistehen und ihn mit allen Mitteln unterstützen. Jordaniens Außenminister Ayman Safadi kritisierte Israels Krieg gegen die Hisbollah im Libanon scharf und sagte, dieser stürze den Nahen Osten in einen umfassenden, regionalen Krieg. Safadi zufolge unterstützt Jordanien die Initiative der libanesischen Regierung zur Wahl eines neuen Präsidenten sowie die Verpflichtung, die Resolution des UN-Sicherheitsrates umzusetzen, die 2006 den letzten Krieg Israels gegen die Hisbollah beendete und den Südlibanon ausschließlich unter der Kontrolle des libanesischen Militärs und von UN-Friedenstruppen beließ.
Der französische Präsident Emmanuel Macron forderte die Hisbollah auf, ihre terroristischen Aktionen gegen Israel und seine Bevölkerung einzustellen und bat Israel darum, seine militärischen Operationen so bald wie möglich zu beenden. Er teilte auch mit, dass die 88 Mitglieder der Internationalen Organisation der Frankophonie (OIF) einen sofortigen und dauerhaften Waffenstillstand im Libanon fordern.
Der UN-Sprecher Stéphane Dujarric bezeichnete den Tribut, den Israels Feldzug gegen die Hisbollah unter der Zivilbevölkerung im Libanon fordert, als „völlig inakzeptabel“.
Die Europäische Union erneuerte ihre Forderung nach einem sofortigen Waffenstillstand zwischen der Hisbollah und Israel und rief beide Parteien dazu auf, sich zur vollständigen Umsetzung der Resolution 1701 des UN-Sicherheitsrates zu verpflichten, um die sichere Rückkehr der vertriebenen Bevölkerung auf beiden Seiten im Rahmen einer umfassenderen Verhandlungslösung zu gewährleisten.
Zahlreiche EU-Länder begannen mit der Evakuierung ihrer Staatsbürger aus dem Libanon, darunter Deutschland, Griechenland, Spanien und Frankreich.
Die Schweizer Regierung verurteilte den Angriff auf die UNIFIL aufs Schärfste und verlangte eine Untersuchung. Als Vorstand des Sicherheitsrates verlangte die Schweiz die sofortige Einstellung der Feindseligkeiten sowie Garantien seitens Hisbollah und der israelischen Armee für die Sicherheit der UNIFIL.
Spanien und Irland forderten die Europäische Kommission Anfang Oktober 2024 auf, das Assoziierungsabkommen zwischen der EU und Israel auszusetzen, falls Israel bei Aktionen im Rahmen seines Einmarschs in den Libanon gegen den Artikel 2 des Abkommens – Einhaltung der Menschenrechte – verstoßen haben sollte, worauf alles hindeute.